# 京都市立大枝小学校
京都市立大枝小学校（きょうとしりつ おおえしょうがっこう）は、京都府京都市西京区大枝にある公立小学校。

## 沿革
- 1873年 - 塚原学校創立
- 1886年 - 現在地に移転、小学校令により、塚原尋常小学校になる。
- 1890年 - 大枝尋常小学校へ改称
- 1896年9月 - 旧校歌制定
- 1941年4月 - 国民学校令により、大枝国民学校へ改称
- 1947年4月 - 学制改革により、大枝村立大枝小学校へ改称
- 1947年5月 - 併設校として、村立大枝中学校開設
- 1950年3月 - 村立大枝中学校廃校
- 1950年12月 - 京都市立大枝小学校へ改称
- 1950年12月 - 現校歌制定
- 1955年 - 校舎を改築
- 1957年11月 - 木造校舎が一部焼失
- 1959年 - 完全給食を導入
- 1977年4月 - 南分校が独立し、 京都市立新林小学校となる。
- 1989年4月 - 京都市立桂坂小学校を分離

## 主な進学先
- 京都市立大枝中学校

## 学校の周辺
- 大枝児童館

## 交通
- 阪急京都線 桂駅下車
- 東海道本線（JR京都線） 桂川駅下車
  - バス停「塚原」下車

## 通学区域が隣接している学校
- 京都市立桂坂小学校
- 京都市立松陽小学校
- 京都市立樫原小学校
- 京都市立新林小学校
- 京都市立大原野小学校
- 亀岡市立安詳小学校